# Cowboy Bebop
Cowboy Bebop (カウボーイビバップ, Kaubôi bibappu), is een Japanse animeserie uit 1998 gecreëerd door Hajime Yatate, een pseudoniem van een aantal medewerkers van Sunrise. De regisseur van de serie was Shinichiro Watanabe. Er zijn in totaal 26 reguliere afleveringen gemaakt, tegenwoordig bekend als Cowboy Bebop : Original Sessions.
Daarnaast bestaan er een introductie-uitzending met voornamelijk interviews met de makers (Session 0), een clip show (compilatie-aflevering) bekend als Session XX : Mish-Mash Blues en een bioscoopfilm genaamd Cowboy Bebop : Knockin' on Heaven's Door (of Cowboy Bebop : the Movie) die speelt tussen sessies 22 en 23.
In Nederland werd de serie in 2006 uitgezonden op de televisiezender TMF, met de oorspronkelijke Japanse stemmen en Nederlandse ondertiteling. De 26 reguliere afleveringen zijn in Nederland verkrijgbaar op zes dvd's (Japans, Frans of Spaans gesproken, Frans, Nederlands, Spaans of Portugees ondertiteld). Ook de bioscoopfilm is op dvd verkrijgbaar.

## Verhaal
In 2071 heeft de mensheid zich (noodgedwongen) losgemaakt van de aarde en verspreid over naburige planeten en manen. De Inter Solar System Police (ISSP) kan het werk niet meer aan en heeft een systeem opgezet waarbij moderne premiejagers ('cowboys') tegen een beloning criminelen bij de politie afleveren.
Spike Spiegel en Jet Black zijn twee van die 'cowboys'. Met hun schip the Bebop proberen ze genoeg geld te verdienen om in hun levensonderhoud te voorzien. Beide worden door hun verleden achtervolgd en met name de lethargische Spike kan na een traumatische ervaring in het verleden niet meer goed met zichzelf leven. Samen vormen ze een goed geolied team, maar het valt ze gewoonlijk niet mee om het hoofd boven water te houden.
De betrekkelijk rustige levens van Spike en Jet worden op hun kop gezet als ze opgescheept raken met een drietal onwelkome gasten: een vrouw (Faye Valentine, een wispelturige premiejaagster met geheugenverlies en een grote financiële schuld, die weigert zich aan anderen te binden), een hond (Ein, een Welsh corgi met onvermoede talenten) en een kind (Edward Wong Hau Pepelu Tivrusky IV, een circa dertienjarige net diver en hacker).
Spike, Jet, Faye en Ed zullen gedurende de serie met elkaar moeten leren omgaan en hun verledens onder ogen zien.

## Personages en stemacteurs
| Personage                               | Stemacteur         | Stemacteur             |
| --------------------------------------- | ------------------ | ---------------------- |
| Spike Spiegel                           | Kôichi Yamadera    | Steven Blum            |
| Jet Black                               | Unshô Ishizuka     | John Billingslea       |
| Faye Valentine                          | Megumi Hayashibara | Wendee Lee             |
| Edward Wong Hau Pepelu Tivrusky IV (Ed) | Aoi Tada           | Melissa Charles        |
| Julia                                   | Gara Takashima     | Mary Elizabeth McGlynn |
| Vicious                                 | Norio Wakamoto     | Henry Douglas Grey     |
| Judy                                    | Miki Nagasawa      | Lia Sargent            |
| Punch                                   | Tsutomu Tareki     | Bull Whizins           |
| Laughing Bull                           | Takehiro Koyama    | Michael Gregory        |
| Antonio                                 | Hitoshi Hirao      | Steve Kramer           |
| Carlos/Loui                             | Hitoshi Hirao      |                        |
| Jobin                                   | Hiroshi Naka       |                        |

## Afleveringen ('Sessions')
- 01. Asteroid Blues
- 02. Stray Dog Strut
- 03. Honky Tonk Women
- 04. Gateway Shuffle
- 05. Ballad of Fallen Angels
- 06. Sympathy for the Devil
- 07. Heavy Metal Queen
- 08. Waltz For Venus
- 09. Jamming With Edward
- 10. Ganymede Elegy
- 11. Toys in the Attic
- 12. Jupiter Jazz Part I
- 13. Jupiter Jazz Part II
- 14. Bohemian Rhapsody
- 15. My Funny Valentine
- 16. Black Dog Serenade
- 17. Mushroom Samba
- 18. Speak Like a Child
- 19. Wild Horses
- 20. Pierrot le Fou
- 21. Boogie Woogie Feng Shui
- 22. Cowboy Funk
- 23. Brain Scratch
- 24. Hard Luck Woman
- 25. The Real Folk Blues Part I
- 26. The Real Folk Blues Part II
- XX. Mish-Mash Blues (Clip Show)